# Sidney Irving Smith
Sidney Irving Smith (Norway, Maine, 18 februari 1843 - New Haven, Connecticut, 6 mei 1926) was een Amerikaans zoöloog.
Sidney Smith was de zoon van Elliot Smith en Lavinia Barton. Zijn zwager was Addison Emery Verrill. Smith trouwde met Eugenia Pocahontas Barber in New Haven in 1882. 
In zijn jeugd, werd Smith al snel expert op het gebied van de fauna rond zijn geboortestad, en een expert in het prepareren van insecten voor zijn collecties. Hij studeerde aan de Sheffield Scientific School van Yale University en behaalde zijn Ph.B. (Bachelor of Philosophy) in 1867. Yale University verleende hem in 1887 een eredoctoraat. In 1875 werd hij als eerste hoogleraar in de vergelijkende anatomie, een functie die hij behield tot aan zijn emeritaat in 1906. 
Smith begon als entomoloog maar verlegde zijn werkgebied al vroeg in zijn carrière naar de studie van schaaldieren. Hij nam deel aan vele veldexcursies, soms in samenwerking met Verrill of met Louis Agassiz. Smith was de belangrijkste zoöloog die onderzoek deed tijdens het baggeren van Lake Superior, uitgevoerd door de United States Lake Survey in 1871, enhet baggeren in de regio van St. George's Banks in 1872, uitgevoerd door de United States Coast Survey. In 1884 werd Smith tot lid gekozen van de National Academy of Sciences. Hij stierf op 6 mei 1926 aan keelkanker. Smith schreef en publiceerde meer dan 70 artikelen. Zijn collecties zijn nu ondergebracht in het Peabody Museum of Natural History in Yale en in het National Museum of Natural History.

## Taxa
Sidney Irving Smith beschreef onder andere de volgende nieuwe soorten:
- Callinectes danae, 1869, een krabbensoort uit de familie van de Portunidae.
- Cardisoma crassum, 1870, een krabbensoort uit de familie van de Gecarcinidae.
- Eumunida, 1883, een tienpotigengeslacht uit de familie van de Eumunididae.
- Eumunida picta, 1883, een tienpotigensoort uit de familie van de Eumunididae.
- Eunephrops, 1885, een kreeftengeslacht uit de familie van de Nephropidae.
- Eunephrops bairdii, 1885, een kreeftensoort uit de familie van de Nephropidae.
- Hepatella, 1869, een krabbengeslacht uit de familie van de Aethridae.
- Hyalella, 1874, een vlokreeftengeslacht uit de familie van de Hyalellidae.
- Macrobrachium ohione, 1874, een garnalensoort uit de familie van de Palaemonidae.
- Neomysis americana, 1873, een aasgarnalensoort uit de familie van de Mysidae.
- Parapaguridae, 1882, een familie van tienpotigen.
- Stereomastis sculpta, 1880, een tienpotigensoort uit de familie van de Polychelidae.
- Uca pugnax, 1870, een krabbensoort uit de familie van de Ocypodidae

Sidney Irving Smith wordt geëerd in de wetenschappelijke namen van een aantal soorten, zoals: 
- Lembos smithi Holmes, 1905, een vlokreeftensoort uit de familie van de Aoridae.
- Metapenaeopsis smithi (Schmitt, 1924), een tienpotigensoort uit de familie van de Penaeidae
- Oxyurostylis smithi Calman, 1912, een zeekommasoort uit de familie van de Diastylidae.
- Pandaros smithi Rathbun, 1886, een sponssoort in de taxonomische indeling van de Demospongiae
- Siphonoecetes smithianus Rathbun, 1908, een vlokreeftensoort uit de familie van de Ischyroceridae

- Stuttgart Database of Scientific Illustrators 1450–1950: 10960
- Gemeinsame Normdatei: 1169835058
- International Standard Name Identifier: 0000 0000 7392 0546
- Library of Congress Control Number: nr2001026070
- Nationale Bibliotheek van Israël: 987007356911305171
- Nederlandse Thesaurus van Auteursnamen: 133040135
- SNAC: w6710r7k
- Virtual International Authority File: 22070312
- WorldCat: E39PBJwxPp3D7gMdy6HqCxG4MP